# Софроній Почаський
Софроній (світське ім'я Стефан Почаський) (рубіж 16-17 ст., нев. — після 1642, Київ) — український письменник, громадський і церковний діяч, представник давньої української літератури, керівник Києво-Могилянської академії (1638—1640).

## Біографія
Навчався у 1620-их роках в Київській братській школі, потім, здобував освіту за кордоном разом з С. Косовим та І. Трофимовичем-Козловським.
У 1631/32 навчальному році Почаський — професор риторики Лаврської школи. Після об'єднання того ж 1632 року Братської та Лаврської шкіл читав риторику у Братській школі. Тоді ж прийняв чернечий постриг. 1638 року був обраний ректором Києво-Могилянської колегії та ігуменом Братського монастиря.
У липні-серпні 1640 року переїхав у Молдову, де був ігуменом Трьохсвятительського монастиря в Яссах (1642). Заснував тут академію, був її першим ректором. Невдовзі повернувся до Києва, де і помер. Похований на цвинтарі Братського монастиря
Автор поетичної книги «Євхаристиріон, або Вдячність», присвяченої Петрові Могилі (вийшла у Києві 1632 року). Писав здебільшого староукраїнською мовою.